# Marymont

Marymont na tle dzielnicy Bielany i Żoliborz

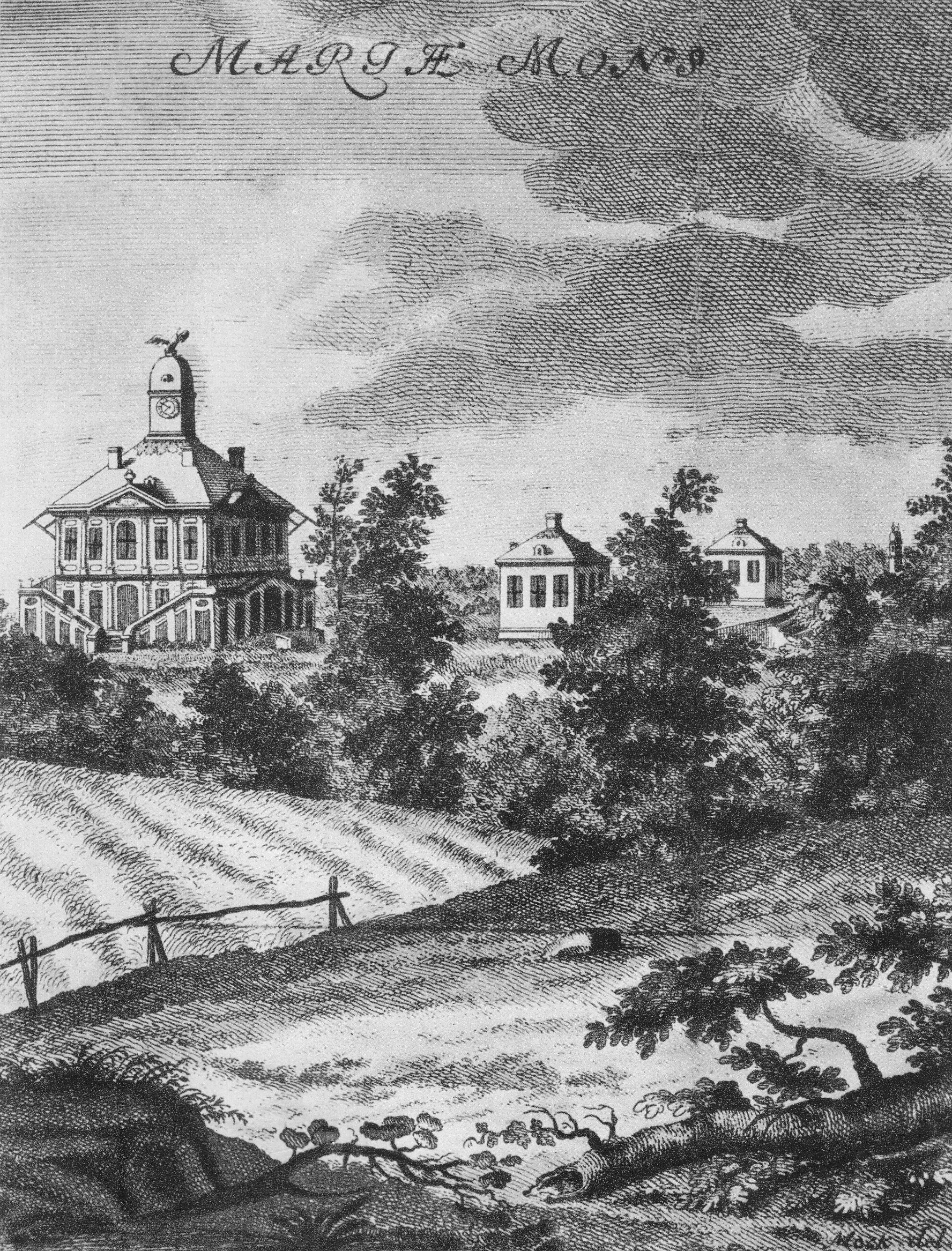
Widok pałacyku Sobieskich zw. Marymontem, sztych G. Bodenera na podstawie rysunku J.S. Mocka z 1730

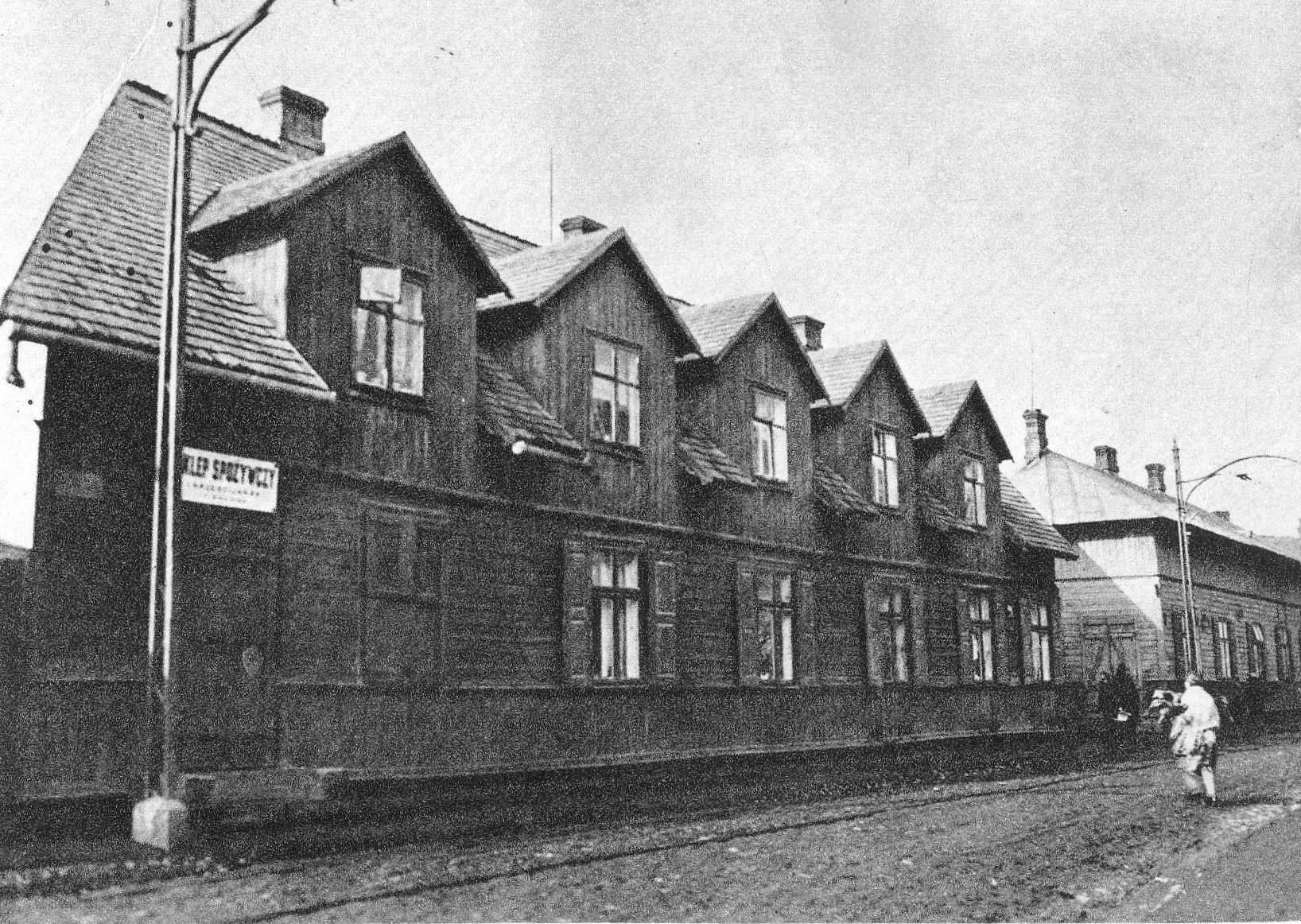
Drewniana zabudowa Marymontu w okresie międzywojennym

Marymont – dawna miejscowość, współcześnie zespół osiedli i obszarów Miejskiego Systemu Informacji Marymont-Ruda, Marymont-Kaskada i Marymont-Potok znajdujących się w południowo-wschodniej części dzielnicy Bielany i północnej części dzielnicy Żoliborz w Warszawie. 

## Historia
Nazwa Marymont pochodzi z francuskiego wyrażenia Marie Mont (wym. mari mą), oznaczającego „Góra Marii”. Na tym wzniesieniu w latach 1691–1696 architekt Tylman z Gameren, z inicjatywy Jana III Sobieskiego, wybudował budowlę nazwaną Marie Mont, co wkrótce spolszczono na Marymont. Ten niewielki pałac był rozciągającą się na wysokiej skarpie wiślanej piętrową, centralnie położoną na  planie kwadratu budowlą, nakrytą dachem namiotowym z ozdobną banią. Pałac marymoncki, służący prywatnej stronie życia rodziny królewskiej, pełnił zarazem funkcję pawilonu myśliwskiego Jana III Sobieskiego. W 1727 roku rezydencję odkupił od Sobieskich August II Mocny,  który  dokonał  jej  gruntownej przebudowy zakładając na Marymoncie zwierzyniec. Zarówno August II, jak i jego syn August III spędzali tu czas traktując Marymont jako pałac myśliwski w czasie organizowanych polowań w Lesie Bielańskim i w Puszczy Kampinoskiej.
Na terenie Marymontu znajdowało się wiele młynów wodnych. Produkowana tam mąka słynęła do końca XIX wieku z wysokiej jakości i białości, stąd dla określenia urodziwego i gładkiego młodego mężczyzny w Warszawie używano zwrotu „elegant z marymonckiej mąki“.
W 1816 r. w oparciu o pałacyk powstał Instytut Agronomiczny, przemianowany wkrótce na Instytut Gospodarstwa Wiejskiego i Leśnictwa – pierwowzór współczesnej Szkoły Głównej Gospodarstwa Wiejskiego znajdującej się obecnie na terenie warszawskiej dzielnicy Ursynów. Po powstaniu styczniowym w latach 1863-1864 nowo powstałe budynki Instytutu Agronomicznego oraz pałac zostały oddane wojsku rosyjskiemu na koszary konnicy, w „pałacu Marysieńki” urządzono magazyn wojskowy, a w dokumentach z tego okresu odnajdujemy opisy celowych zniszczeń architektury i zieleni. Dziś na fundamentach pałacyku stoi katolicki kościół pod wezwaniem Matki Bożej Królowej Polski, będący pod opieką Zgromadzenia Księży Marianów. U jego podnóża rozciąga się park Kaskada, będący uporządkowanymi pozostałościami parku przypałacowego.
W 1828 r. w Marymoncie powstały zakłady lniane, które założył francuski inżynier i wynalazca Philippe de Girard (później przeniesione do Żyrardowa). Również okres budowy Twierdzy Warszawa odcisnął się na wyglądzie Marymontu, a zwłaszcza zakaz wznoszenia budynków murowanych na esplanadzie fortów i umocnień Twierdzy. Na Marymoncie ulokowali Rosjanie m.in. magazyny (na tyłach dawnego pałacu) oraz dzieło flankujące pośrednie Buraków – fort ziemny. Znajdowała się tu także prochownia.
8 kwietnia 1916 generał-gubernator Hans Hartwig von Beseler wydał rozporządzenie włączające do Warszawy (od 1 kwietnia 1916) m.in. Marymont, położony w tamtym czasie w gminie Młociny.
W okresie międzywojennym Marymont z Warszawą połączyła zelektryfikowana linia tramwajowa, choć tramwajem trakcji konnej można było tu dojechać już od końca XIX wieku. W czasie powstania warszawskiego powstańcy na Marymoncie zostali pokonani 14 września. Niemcy zamordowali wówczas około 500 mieszkańców Marymontu.
W okresie powojennym, w sąsiedztwie zlikwidowanego przystanku osobowego Kolei Młocińskiej Słodowiec powstał dworzec PKS Warszawa Marymont.  Dworzec ten przestał spełniać swoją podstawową funkcję w roku 2004, gdy przystanki autobusów do Zakroczymia i Nowin po uruchomieniu stacji metra przeniesiono w okolicę Dworca Gdańskiego, a następnie, po wybudowaniu, do węzła Młociny. Budynek wyburzono w 2008 roku.
Od 1973 na Marymoncie budowano pierwsze bloki mieszkalne według projektu Zdzisława Łuszczyńskiego. Kolejne przeobrażenia to odcięcie Marymontu od Wisły przez Wisłostradę i przecięcie tego obszaru na pół Trasą Armii Krajowej. W 2006 oddano do użytku stację metra Marymont, a w 2008 otwarto kolejną stację metra Słodowiec niedaleko od dawnego dworca PKS.

## Ważniejsze obiekty
- Kościół Matki Bożej Królowej Polski
- Stacja metra Marymont
- Hala Marymoncka
- Klub RKS Marymont Warszawa
- Akademia Pożarnicza